# Pilkansaari (ö, lat 62,41, long 26,30)
Pilkansaari är en ö i Finland. Den ligger i sjön Kynsivesi och Leivonvesi och i kommunen Hankasalmi i den ekonomiska regionen  Jyväskylä ekonomiska region  och landskapet Mellersta Finland, i den centrala delen av landet, 260 km norr om huvudstaden Helsingfors. Öns area är 0,1 hektar och dess största längd är 100 meter i sydöst-nordvästlig riktning.